# Cephalotes palta
Cephalotes palta é uma espécie de inseto do gênero Cephalotes, pertencente à família Formicidae.